# Blossia robusta
Blossia robusta är en spindeldjursart som först beskrevs av Lawrence 1972.  Blossia robusta ingår i släktet Blossia och familjen Daesiidae. Inga underarter finns listade.